# Даан, Максим
Максим Бен Даан (фр. Maxime Ben Dahan; 15 января 1972 — 29 июля 2018) — французский учёный, пионер биофизики одиночных молекул. Он был директором отделения физической химии Института Кюри и ведущим научным сотрудником Национального центра научных исследований Франции.

## Биография
Максим Даан родился 15 января 1972 года в Париже. В 1993 году окончил бакалавриат Политехнической школы. Он получил степень магистра квантовой физики в Высшей нормальной школе (ENS) в 1994 году и докторскую степень под руководством Клода Коэн-Таннуджи и Кристофа Саломона в лаборатории Кастлера-Бросселя в 1997 году. Работая над своей диссертацией, Максим Даан впервые наблюдал предсказанные блоховские осцилляции для холодного атома, находящегося в периодическом потенциале под действием постоянной силы. С лабораторией Жана Далибара он исследовал упругие и неупругие столкновения между ультрахолодными и поляризованными атомами цезия. В 1997 году он получил премию Молодого исследователя от Французского общества физики.
В 1998 году Максим Даан продолжил постдокторантуру в новой развивающейся области биофизики одиночных молекул в лаборатории Дэниэла Чемла в Национальной лаборатории имени Лоуренса в Беркли. Он исследовал Фёрстеровский перенос энергии между одиночными молекулами (smFRET) и применение квантовых точек для визуализации биологических объектов. Используя smFRET, он продемонстрировал зависимость флуоресценции меченых молекул ДНК от расстояния между ними, что позволило также проследить за течением ферментативных реакций, исследовать динамику движений части ДНК.
В 1999 году Максим Даан стал ведущим научным сотрудником Национального центра научных исследований Франции и создал научную группу в лаборатории Кастлера-Бросселя. Используя флуоресцентные метки, в частности квантовые точки, он разработал средства визуализации клеточных процессов на уровне одиночных молекул. В ходе работы с биологическим факультетом Высшей нормальной школы, Максим Даан исследовал латеральную диффузию глициновых рецепторов (GlyR) и их латеральную динамику в мембранах нейронов, что привело к публикации в Science в 2003 году и множеству последующих совместных поектов, которые открыли новую область в биологии нейронов. В 2006 году он был награждён Бронзовой медалью Национального центра научных исследований и призом Жака Эрбранда Французской Академии наук.
Максим Даан участвовал в разработке микрогидродинамических систем, которые позволяют контролировать химическую стимуляцию отдельных клеток. Эта работа была запатентована. В 2010 году он стал сооснователем стартапа в области клеточных технологий Alvéole. В 2011 году Даан стал одним из ведущих учёных в консорциуме по разработке методов визуализации транскрипции живых клеток, которые стали использоваться во многих лабораториях мира, в исследовательском кампусе института Говарда Хьюза в Ашберне, Виргиния. Он вернулся в Париж в 2013 году и возглавил отделение физической химии Института Кюри.